# Moon River
"Moon River" là một bài hát do Johnny Mercer (lời) và Henry Mancini (nhạc) sáng tác, được Audrey Hepburn thể hiện trong Breakfast at Tiffany's (1961) và giành Giải Oscar cho "Ca khúc phim hay nhất". Bài hát cũng mang về cho tác giả giải Grammy cho "Bài hát của năm" và "Thu âm của năm".
Đây là bài hát nền của Andy Williams, thu âm lần đầu vào năm 1961 và trình diễn tại lễ trao giải Oscar năm 1962. Ông hát ca khúc này tại mở đầu mỗi tập của chương trình truyền hình cùng tên, đặt tên công ty sản xuất và địa điểm ở Branson, Missouri theo bài hát này. Cuốn tiểu sử của ông mang tên "Moon River" and Me. Phiên bản của Williams chưa bao giờ phát hành làm đĩa đơn, nhưng bài hát này lại xuất hiện trên các bảng xếp hạng dưới dạng bài hát trích từ một LP mà ông thu âm cho hãng Columbia năm 1962. Chủ tịch Cadence Records Archie Bleyer không thích phiên bản của Williams, khi ông tin giới trẻ không hứng thú đến bài hát này. 42 năm sau, vào năm 2002, Williams lúc 74 tuổi đã trình bày bài hát này vào cuối chương trình trực tiếp kỷ niệm 75 năm NBC trong sự đón nhận nồng nhiệt của khán giả.
Thành công của bài hát giúp Mercer mở rộng sự nghiệp sáng tác, vốn bị chững lại từ giữa thập niên 1950 vì rock and roll thay jazz standard chiếm ưu thế trong âm nhạc đại chúng lúc bấy giờ. Sự phổ biến của bài hát được dùng làm phép thử trong một nghiên cứu hồi ức về những bài hát nổi tiếng. Nhiều nhận xét về lời nhạc cho thấy chúng gợi nhớ về tuổi trẻ của Mercer tại Nam Mỹ và khao khát mở rộng chân trời của mình. Một vịnh hẹp nhỏ (31°55′23″B 81°4′19″T / 31,92306°B 81,07194°T) ở Savannah, tiểu bang Georgia, Mỹ đã được đặt tên theo ca khúc này. Bài hát này được Phạm Duy viết lời Việt với tựa là "Dưới trăng", được Tuấn Ngọc hát trong băng Nhạc trẻ 3.

## Bối cảnh

### Phiên bản gốc
Mercer và Mancini viết bài hát này theo quãng giọng của Audrey Hepburn. Lời nhạc, do Mercer sáng tác, nhắc về tuổi thơ của ông tại Savannah, Georgia. Khi còn trẻ, ông đi hái việt quất vào mùa hè và kết nối chúng với tuổi trẻ tự do. Dù phiên bản nhạc khí được chơi trong đoạn giới thiệu đầu phim, phần lời lại nghe thấy trong cảnh Paul "Fred" Varjak (George Peppard) tìm thấy Holly Golightly (Hepburn) lúc đang hát bài hát này cùng chiếc guitar trên cầu thang thoát hiểm ở khu chung cư.
Martin Rackin, một nhà điều hành của Paramount Pictures, từng đề nghị gỡ bài hát này khỏi bộ phim sau khi xem giới thiệu tại Los Angeles. Mancini và nhiều người khác mô tả phản ứng của Hepburn theo nhiều hướng khác nhau, từ phát biểu "phải bước qua xác của tôi" đến dùng nhiều từ ngữ sinh động hơn để biểu thị chung một vấn đề. Phiên bản của Hepburn không được xuất hiện album nhạc phim gốc.
Một phiên bản album do Mancini thu âm và đoạn điệp khúc phát hành dưới dạng đĩa đơn, đạt hạng 11 tại Mỹ vào tháng 12 năm 1961. Dựa trên những bảng xếp hạng không xuất bản của Billboard, Top Adult (Contemporary) Songs của Joel Whitburn báo cáo bài hát đạt hạng 3 hoặc hạng 1. Phiên bản gốc của Mancini còn xuất hiện trên bộ phim Born on the Fourth of July (1989). Năm 1993, sau khi Hepburn qua đời, phiên bản bài hát do bà trình bày ra mắt trong album Music from the Films of Audrey Hepburn. Vào năm 2004, phiên bản của Hepburn đạt hạng 4 trên Danh sách 100 ca khúc trong phim của Viện phim Mỹ.

### Thu âm
"Moon River" là đĩa đơn ăn khách của Jerry Butler vào cuối năm 1961; đạt hạng 11 trên Billboard Hot 100 vào tháng 12, 2 tuần trước khi phiên bản của Mancini vươn đến vị trí tương tự. Danny Williams có một phiên bản ăn khách của bài hát, đạt hạng nhất tại Anh trong tuần cuối cùng của năm 1961. Dù Andy Williams chưa từng phát hành bài hát làm đĩa đơn, LP Moon River and Other Great Movie Themes (1962) lại đạt chứng nhận Vàng năm 1963 với doanh số chạm mốc 1 triệu đô-la Mỹ.
Hàng trăm phiên bản của bài hát này được thu âm và xuất hiện trong nhiều phương tiện truyền thông. Mercer thu bài hát này vào năm 1974 trong album My Huckleberry Friend. Vào năm 2007, nghệ sĩ saxophone Dave Koz ghi âm một phiên bản từ album nhạc standards, At the Movies do Barry Manilow hát. Vào năm 2013, Neil Finn và Paul Kelly trình bày bài hát trên Goin' Your Way Tour, tại Nhà hát Opera Sydney, nơi thu âm album trực tiếp phát hành cùng năm, Goin' Your Way Tựa đề của album trích từ điệp khúc: "Wherever you're goin', I'm goin' your way". Phiên bản nhạc khí của Lawrence Welk năm 1961 xuất hiện trong loạt phim Mad Men mùa 6, tập 13 "In Care Of" (2013). Một phiên bản của bài hát này xuất hiện trong phim tài liệu Amy (2015) của Asif Kapadia. Phiên bản của Winehouse, hát năm 16 tuổi với National Youth Jazz Orchestra năm 2000, là bài hát mở màn bộ phim.
The Telegraph đề bật những phiên bản hát lại của Frank Sinatra, Judy Garland, Sarah Vaughan, Armstrong, Sarah Brightman và Chase. Những ngôi sao khác trình bày lại bài hát này bao gồm Rod Stewart trong Fly Me to the Moon... The Great American Songbook Volume V (2010), xếp hạng 4 trên Billboard 200, và Barbra Streisand trong album đề cử giải Grammy và đạt chứng nhận Vàng The Movie Album (2003).